# Chatham Windmill
Als Chatham Windmill ist die auch unter der Bezeichnung Benjamin Godfrey Windmill bekannte Windmühle in Chatham im Bundesstaat Massachusetts der Vereinigten Staaten im National Register of Historic Places eingetragen. Sie wurde 2012 umfassend restauriert.

## Geschichte
Die Windmühle wurde 1797 von Benjamin Godfrey als eine der letzten Bauwerke ihrer Art in Chatham errichtet und entsprechend nach ihm benannt. Sie wurde zum Mahlen von Getreide genutzt, während andere Windmühlen in der Region auch als Wasserpumpwerke eingesetzt wurden, um die örtlichen Salinen mit Salzwasser zu versorgen. Nach einigen Eigentümerwechseln erwarb sie 1884 Zenas Nickerson für 400 US-Dollar (heute ca. 11.400 Dollar) und blieb im Familienbesitz, bis sie – durch einen Sturm 1907 schwer beschädigt und außer Funktion – im Jahr 1908 für 575 US-Dollar (heute ca. 17.500 Dollar) an Nelson Floyd verkauft wurde.
Dieser verkaufte sie 1913 an Charles Hardy weiter, der sie zwar instand setzte, aber nur noch als Museum betrieb. Nachdem die Windmühle 1924, 1927 und 1932 bei weiteren Stürmen erneut Schaden genommen hatte, wurde sie 1939 an Stuart Crocker verkauft, der sie 1954 der Stadt Chatham mit der Auflage schenkte, sie von seinem Grundstück zu entfernen, was bereits im darauf folgenden Jahr umgesetzt wurde. Nach umfangreichen Renovierungen wurde sie 1956 wieder für die Öffentlichkeit geöffnet und 1978 in das National Register of Historic Places eingetragen. Anlässlich des 300-jährigen Bestehens der Stadt Chatham wurde die Windmühle von 2010 bis 2012 umfassend restauriert.